# Калмаш (Татарстан)
 Калма́ш (тат. Калмаш) — село в Тукаевском районе Татарстана. Административный центр муниципального образования «Калмашское сельское поселение». Известно с 1656 года. Название села произошло от названия реки «тат. Калмаш» (Калмашка). Население в 1920 году достигало 1538 жителей, на 2021 год оно составляло 1504 человека.

## География

### Географическое положение
Находится в лесостепной зоне, в Восточном Закамье, в пределах Бугульмино-Белебеевской возвышенности, на реке Калмашке. Располагается 22 км восточнее районного центра — города Набережные Челны. Высота над уровнем моря — 136 м.

### Климат
Территория села характеризуется умеренно-континентальным климатом, с продолжительной холодной зимой и жарким коротким летом. По Классификации климатов Кёппена, климат села определяется как Dfb — влажный континентальный климат с тёплым летом.
| Показатель              | Янв.  | Фев.  | Март | Апр. | Май  | Июнь | Июль | Авг. | Сен. | Окт. | Нояб. | Дек. | Год   |
| ----------------------- | ----- | ----- | ---- | ---- | ---- | ---- | ---- | ---- | ---- | ---- | ----- | ---- | ----- |
| Средняя температура, °C | −11,4 | −11,7 | −4,8 | 5,2  | 13,1 | 17,6 | 19,7 | 17,1 | 11,4 | 4,7  | −3,7  | −9,8 | 4,0   |
| Норма осадков, мм       | 38,8  | 30,2  | 31,7 | 26,8 | 49,8 | 57,8 | 48,9 | 64,9 | 59,0 | 55,1 | 46,0  | 41,8 | 550,8 |
| Источник:               |       |       |      |      |      |      |      |      |      |      |       |      |       |

## История и этимология
Известно с 1656 года. Название села произошло от названия реки «тат. Калмаш» (Калмашка). В XVIII — первой половине XIX века жители относились к сословиям башкир-вотчинников, тептярей, государственных крестьян, а также ясачных татар, бобылей и мещеряков. Жители, являясь вотчинниками в своей деревне, были припущенниками в некоторых деревнях Булярской волости, регулируя при этом земельные отношения документами. Так, в 30-е годы XIX века татары башкирского сословия Махмут и Нигматулла Масягутовы, жившие в деревне Биксентеево  «по договорному письму 1734 г.» с булярцами, заявили, что имеют также «жалованную землю при деревне Калмаш . . .». На землю при деревне Калмаш они имели «оберегательную память выданную 1762 г. марта в 1-й день по указу, и за пометою стольника и воеводы Ефима Панкратьевича Зыбина», выданную им в 1700–1703 годах, а позднее подтвержденную указом от 1 марта 1762 года. В другом документе, по договору от 2 января 1756 года вотчинник деревни Исемметево Бухармет Давлетбаев («поверенной по общему от мирских людей согласию») разрешил «башкирцам» деревни Калмаш Байлярской волости поселиться в его вотчине.
Занимались земледелием (в начале XX века сельская община владела 2715,7 десятинами земли), разведением скота, пчеловодством, плетением лаптей, пилкой леса. По сведениям 1870 года, имелись три водяные мельницы, а в начале XX века — одна. 
В начале XIX века здесь действовали мечеть, мектеб, а в начале XX века — две мечети, мектеб. В 1910 году была открыта школа для девочек. В 1919 году в селе начала действовать начальная школа, в 1974 году была преобразована в восьмилетнюю.
В 1933 году в селе был образован колхоз имени Кирова, с 1958 года село вошло в состав колхоза «Гигант», с 1970 года — совхоза «Ильбухтинский» (центральная усадьба — село Ильбухтино). В 1991 году в селе был организован самостоятельный колхоз «Якты юл», в 1999 года колхоз села был преобразован в производственный кооператив «Якты юл», в 2005 году — в общество с ограниченной ответственностью «Калмаш».
В XVIII — первой половине XIX века деревня была в составе Байлярской поземельной волости. До 1920 года село было в составе Макарьевской волости, входившей в Мензелинский уезд Уфимской губернии. С 1920 года вошло в состав образованного Мензелинского, с 1922 — Челнинского кантона ТАССР. В связи с упразднением кантонного деления республики, с 10 августа 1930 года  в Челнинском (с 20.04.1976 — Тукаевский) районе.

## Население
| 1762  | 1795  | 1811  | 1870 | 1897  | 1920  | 1926  |
| ----- | ----- | ----- | ---- | ----- | ----- | ----- |
| 28    | ↗106  | ↗133  | ↗849 | ↗1174 | ↗1538 | ↘1367 |
| 1938  | 1949  | 1958  | 1970 | 1979  | 1989  | 2002  |
| ↘1061 | ↘664  | ↘563  | ↘509 | ↗700  | ↗959  | ↘930  |
| 2010  | 2020  | 2021  |      |       |       |       |
| ↗1148 | ↗1408 | ↗1504 |      |       |       |       |

По переписи 2002 года в селе жили 930 жителей (татары — 95%). По переписи 2010 года — 1148 человек. По переписи 2021 года — 1504 человека. Из 1502 указавших национальность были 1205 татар, 255 русских и 52 представителя других национальностей. Русский язык был родным для 280 человек (при этом использовали его 1467 человек), татарский — для 1196 (использовали 800 человек).

## Экономика
На территории возле села функционируют база по производству тентов для машин ООО «Тентпроект», предприятие по разливу питьевой воды ООО «Поверье», цех по производству автозапчастей, предприятие по производству бетонных колец, каркасных домов, склады, склад железобетонных изделий. На территории возле села располагаются следующие объекты агропромышленного комплекса: куриная ферма на 46 000 голов, ферма крупного рогатого скота на 400 голов, рыбное хозяйство (разведение рыбы без переработки), гусиная ферма на 1500 голов, два зернотока, два сенохранилища. Сельскохозяйственные производители села специализируются на растениеводстве, мясо-молочном животноводстве.

## Инфраструктура и транспорт
В селе с 1976 года действует средняя школа, а с 1986 года — детский сад «Лэйсэн». Имеются фельдшерско-акушерский пункт, почтовое отделение, отделение Сбербанка. В селе 31 улица и 9 переулков. Общая протяжённость улично-дорожной сети — 20,635 км, в том числе с асфальтобетонным покрытием — 2,4 км. Общая площадь села — 239,2 га. Жилищный фонд представлен многоквартирной — 10,02 тыс. кв. м и индивидуальной — 62,4 тыс. кв. м — жилой застройкой, обеспеченностью 63,5 кв. м на человека. В западной части села имеются размежёванные земельные участки, отведенные под индивидуальное жилищное строительство общей площадью 20,13 га (168 участков). Общая торговая площадь существующих магазинов в селе — 175,1 кв. м. В селе имеется два действующих кладбища общей площадью 5,1 га. Возле села располагается пруд площадью 23,4 га с благоустроенной территорией. Водоснабжение осуществляется из подземных источников при помощи артезианских скважин и водонапорных башен. Общая протяжённость сетей водоснабжения — 8 км. В селе имеется централизованное водоотведение. Канализационные стоки сводятся к канализационной  насосной станции, а затем по напорным коллекторам отводятся на БОС ЗАО «Челныводоканал». Общая протяжённость сетей водоотведения — 17 км: 7 км самотечной и 10 км напорной канализации. Отопление индивидуальной и общественной застройки осуществляется от локальных источников теплоснабжения, работающих на газе. Село газифицировано, электрифицировано и телефонизировано. Через село проходят автомобильные дороги регионального значения «„Набережные Челны — водозабор“ — пос. Новый» — Калмаш — Кузкеево и «„Набережные Челны — водозабор“ — пос. Новый» — Калмаш — Игенче.

## Культура и религия
Вблизи села находится археологический памятник – Калмашское селище (именьковская культура). В селе с 1951 года (по другим сведениям с 1953 г.) действует  библиотека, с 1953 года (по другим сведениям с 1980 г.) — дом культуры «Яшьлек». Имеются творческие коллективы: вокальный — «Яшьлек», фольклорный — «Сэйлэн». В селе находится местная мусульманская религиозная организация — сельский приход Мухтасибата Тукаевского района Духовного управления мусульман Республики Татарстан. В селе действует мечеть (с 1994 г.).